# 小行星15282
小行星15282（15282 Franzmarc）是一颗绕太阳运转的小行星，为主小行星带小行星。该小行星于1991年9月13日发现。

## 轨道参数
小行星15282的轨道半长轴为2.9961937 UA，离心率为0.072。